# Dąb (Olsztynek)
Dąb (deutsch Dembenofen) ist ein kleines Dorf in dem polnischen Woiwodschaft Ermland-Masuren. Es gehört zur Gmina Olsztynek (Stadt- und Landgemeinde Hohenstein i. Ostpr.) im Powiat Olsztyński (Kreis Allenstein).

## Geographische Lage
Dąb liegt im Südwesten der Woiwodschaft Ermland-Masuren, 42 Kilometer südöstlich der früheren Kreisstadt Osterode in Ostpreußen (polnisch Ostróda) bzw. 26 Kilometer südlich der heutigen Kreismetropole Olsztyn (deutsch Allenstein).

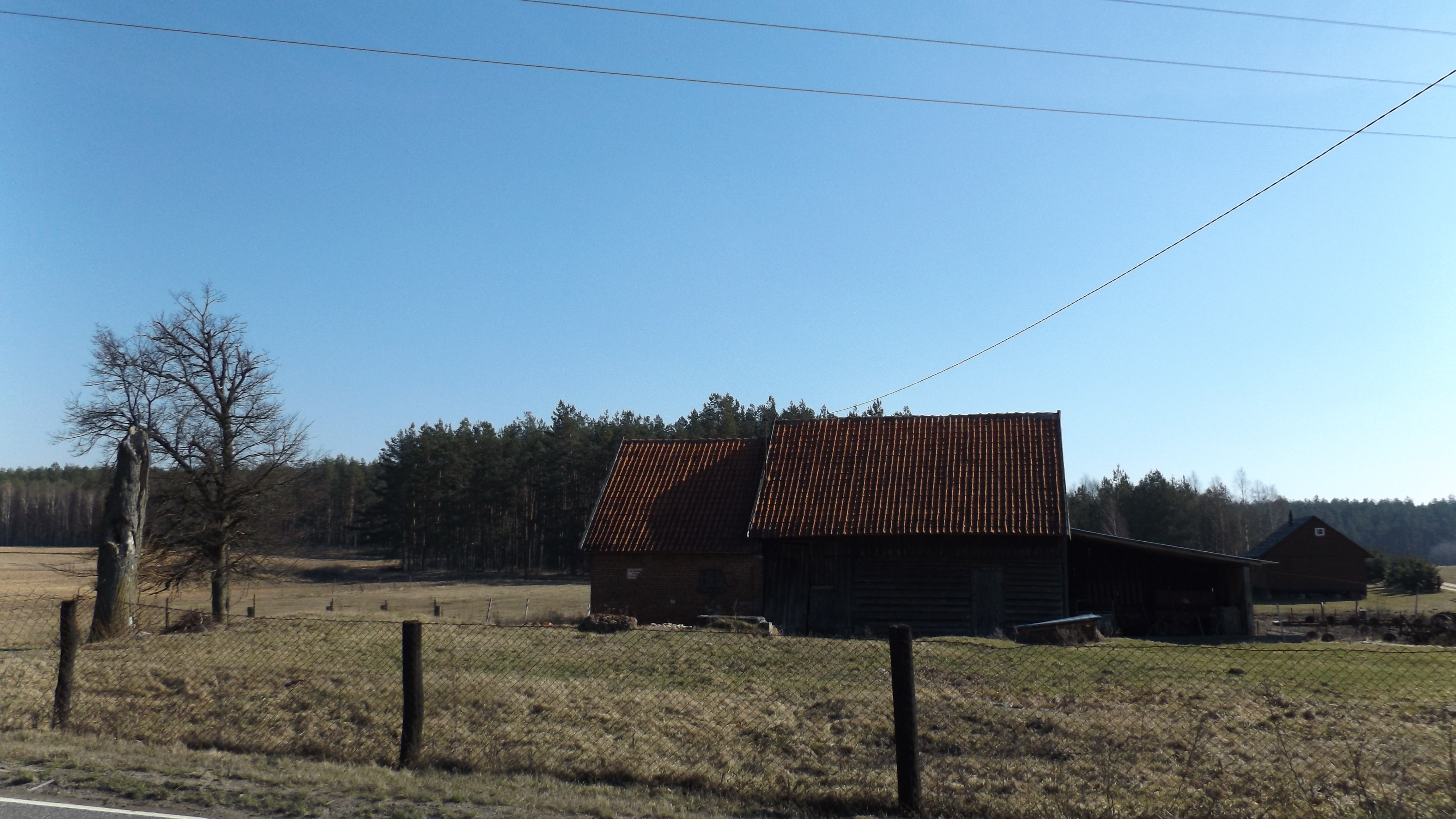
Anwesen in Dąb

## Geschichte
Das kleine Dorf Dembenofen (vor 1785 Demben-Ofen) kam als Landgemeinde 1874 zum Amtsbezirk Kurken (polnisch Kurki) im Kreis Osterode in Ostpreußen.
Im Jahre 1910 waren in Dembenofen 130 Einwohner registriert. Ihre Zahl stieg bis 1933 auf 141 und belief sich 1939 auf 134 – bei 25 Haushalten und 88 Einwohnern in der Land- und Forstwirtschaft, 23 in Industrie und Handwerk sowie 1 in Handel und Verkehr.
Mit dem gesamten südlichen Ostpreußen wurde Dembenofen 1945 in Kriegsfolge an Polen abgetreten. Das Dorf erhielt die polnische Namensform „Dąb“. Es ist heute als Sitz eines Schulzenamtes (polnisch Sołectwo) eine Ortschaft im Verbund der Stadt- und Landgemeinde Olsztynek (Hohenstein i. Ostpr.) im Powiat Olsztyński (Kreis Allenstein), bis 1998 der Woiwodschaft Olsztyn, seither der Woiwodschaft Ermland-Masuren mit Sitz in Olsztyn (Allenstein) zugehörig. Am 26. Oktober 2020 zählte Dąb 54 Einwohner.

## Kirche
Bis 1945 war Dembenofen in die evangelische Kirche Kurken in der Kirchenprovinz Ostpreußen der Kirche der Altpreußischen Union, außerdem in die römisch-katholische Kirche Nußtal (polnisch Orzechowo) eingepfarrt.
Heute gehört Dąb katholischerseits zur Pfarrei Orzechowo mit der Filialkirche Kurken im Dekanat Olsztynek im Erzbistum Ermland, evangelischerseits zur Kirchengemeinde Olsztynek, einer Filialgemeinde der Pfarrei Olsztyn in der Diözese Masuren der Evangelisch-Augsburgischen Kirche in Polen.

## Verkehr

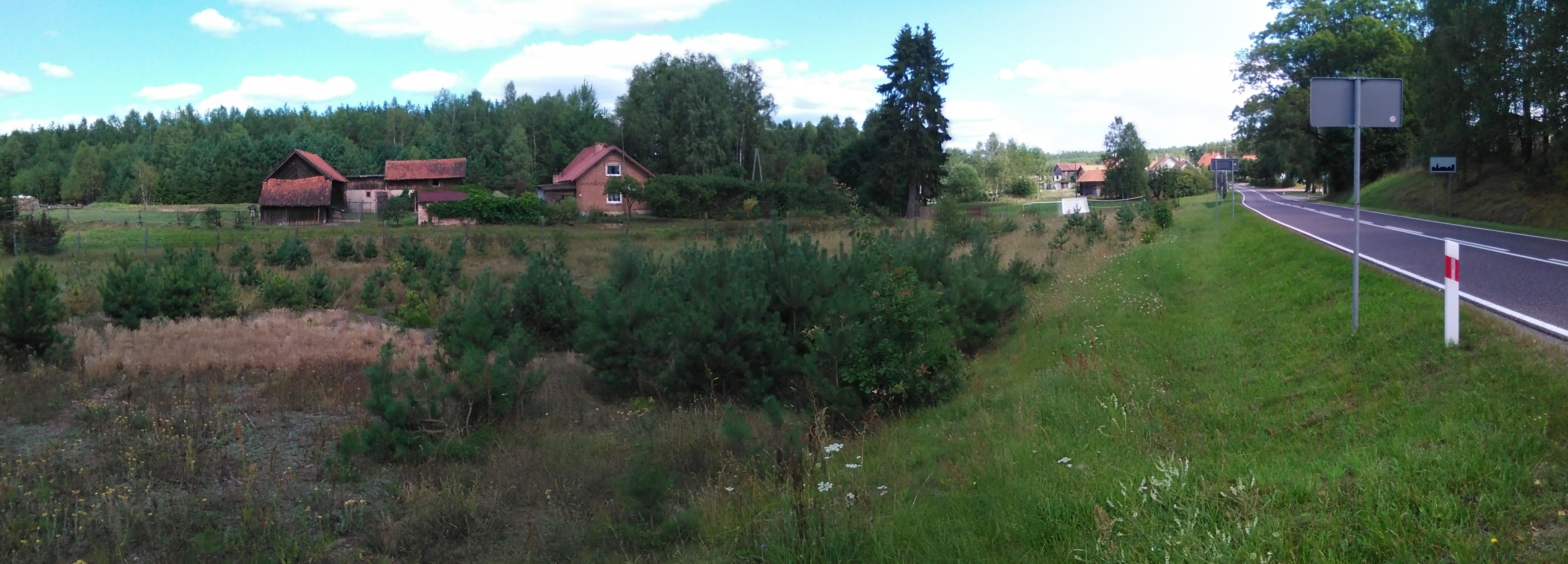
Die Landesstraße 58 bei Dąb

Dąb liegt an der verkehrstechnisch bedeutenden Landesstraße 58, die von Olsztynek (Hohenstein i. Ostpr.) nach Szczytno (Ortelsburg) und Pisz (Johannisburg) und weiter bis Szczuczyn in der Woiwodschaft Masowien führt.
Eine Anbindung an den Bahnverkehr besteht nicht.